# شور كند
شور كند هي قرية في مقاطعة أرومية، إيران. يقدر عدد سكانها بـ 406 نسمة بحسب إحصاء 2016.